# Greater Sudbury
Greater Sudbury (meestal kortweg Sudbury) is een stad in de Canadese provincie Ontario gelegen zo'n 60 km ten noorden van Lake Huron en ruim 420 km ten westnoordwesten van Ottawa. De stad, ontstaan in 2001 na samenvoeging van diverse steden en dorpen in de regio van Sudbury, telde bij de volkstelling van 2001 157.857 inwoners waarmee het de grootste stad in het noorden van Ontario is.
Sudbury ligt op het Canadese Schild op een hoogte van zo'n 347 m boven zeeniveau in een gebied met vele meren. De grootste hiervan zijn Lake Wanapitei en Lake Ramsey. Het gebied rond de stad is belangrijk voor de mijnbouw en met name de koper- en nikkelmijnbouw die een van de hoogste concentraties nikkelerts in de wereld oplevert. De stad dankt hier haar bijnaam Nickel City aan. De Big nickel, een negen meter hoge replica van een nickel (5 cent munt) herinnert hier ook aan.
In 1883 werd Sudbury onder de naam Sainte-Anne-des-Pins gesticht als bosbouw nederzetting. Tien jaar later werd Sudbury een town en vervolgens in 1930 een city (stad). Bij de aanleg van de spoorweg die Sudbury met de rest van Ontario moest verbinden werden grote concentraties nikkel en kopererts gevonden waardoor Sudbury al snel een mijnbouwcentrum werd. Met name na de Tweede Wereldoorlog groeide Sudbury in snel tempo hoewel het inwonertal in de late 20e eeuw en begin 21e eeuw wat aan het afnemen is ten gevolge van het grote aantal, vooral jonge mensen, die uit het gebied weg trekken. Hoewel meer dan twee derde van de inwoners Engels als moedertaal heeft spreekt bijna 30% Frans waarmee Sudbury een van de grotere Franstalige gemeenschappen in Ontario heeft. In het Frans heet Greater Sudbury Grand Sudbury. Het Christendom is verreweg de belangrijkste godsdienst met een aanhang onder de inwoners van ongeveer 90%.
Science North, een populairwetenschappelijk museum, is een belangrijke toeristische trekpleister in Sudbury.
Nabij de stad bevindt zich het ondergrondse Sudbury Neutrino Observatory, in een oude nikkelmijn op 2 km diepte, met één der belangrijkste detectors voor neutrino's. Het verstrekte revolutionaire inzichten in de eigenschappen van deze uiterst vluchtige deeltjes en lag in 1998 aan de basis van de oplossing van het zonneneutrinoprobleem, dat tot de Nobelprijs fysica 202 leidde. 

## Geboren
- Kelley Armstrong (1968), schrijfster
- Devon Kershaw (1982), langlaufer
- Meagan Duhamel (1985), kunstschaatsster

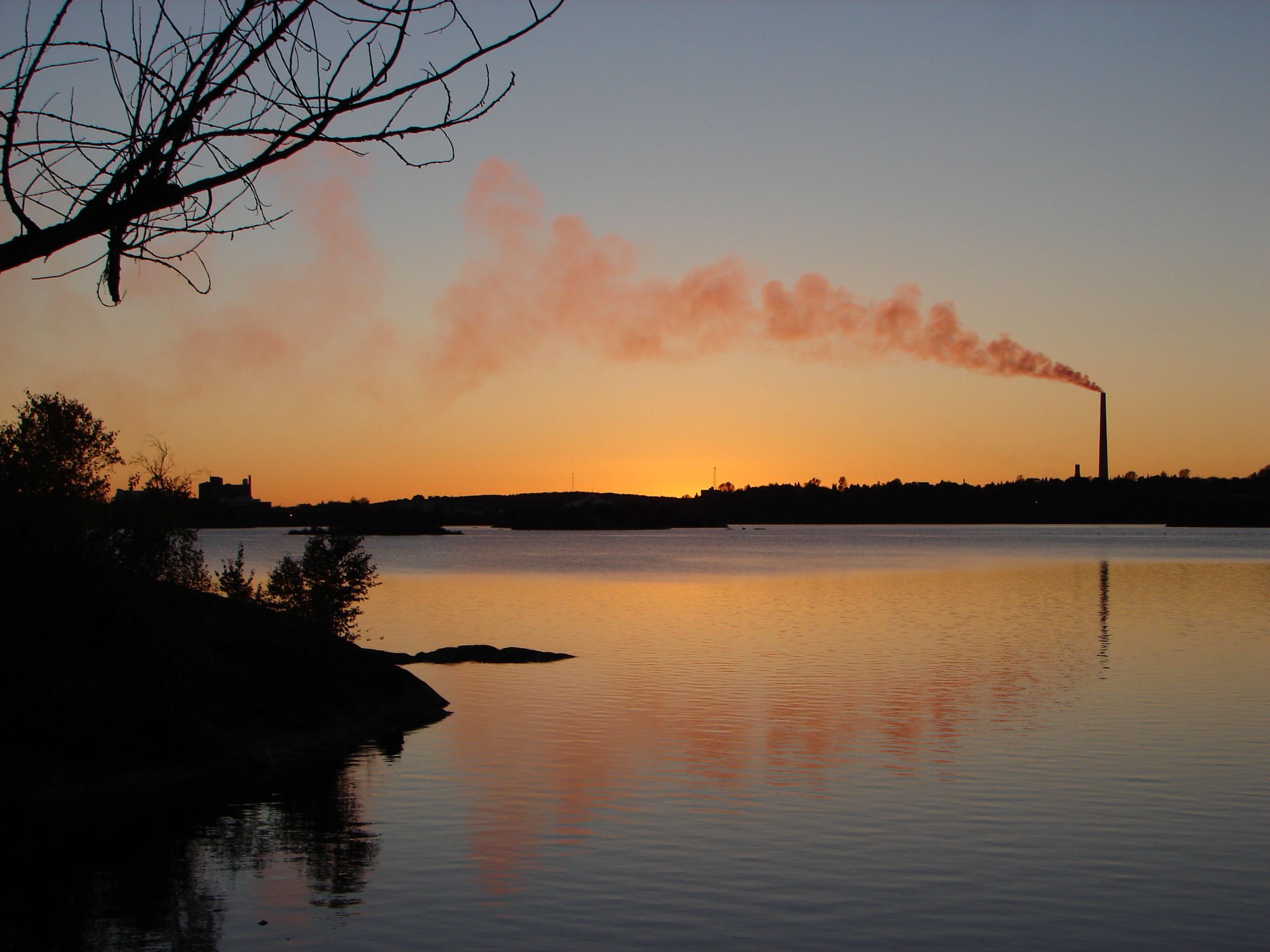
De Inco Superstack schoorsteen is zichtbaar van ver.

- Cloé Lacasse (1993), voetbalster